# Västerort
Västerort est la partie de la commune de Stockholm située à l'ouest et au nord-ouest du centre-ville de Stockholm en Suède,.

## Géographie
La partie orientale de Västerort a été incorporée à la ville de Stockholm en 1916 et la partie ouest en 1949.
Västerort a une superficie de 83 km2.

## Quartiers du centre-ville
Le centre-ville se compose de 45 quartiers, regroupés en trois districts :
| District           | Quartiers |
| ------------------ | --- |
| Järva              | - Akalla - Bromsten - Flysta - Hansta - Husby - Kista - Lunda - Rinkeby - Solhem - Sundby - Tensta |
| Bromma             | - Abrahamsberg - Alvik - Beckomberga - Blackeberg - Bromma Kyrka - Bällsta - Eneby - Höglandet - Mariehäll - Nockeby - Nockebyhov - Norra Ängby - Olovslund - Riksby - Smedslätten - Stora Mossen - Södra Ängby - Traneberg - Ulvsunda - Ulvsunda industriområde - Åkeshov - Åkeslund - Ålsten - Äppelviken |
| Hässelby-Vällingby | - Hässelby gård - Hässelby strand - Hässelby villastad - Grimsta - Kälvesta - Nälsta - Råcksta - Vinsta - Vällingby |
| Sources,:          | |